# Bastian Sick
Bastian Sick (ur. 17 lipca 1965 w Lubece) – niemiecki publicysta, tłumacz i krytyk językowy, najbardziej znany ze swojej działalności popularyzatorskiej w dziedzinie języka niemieckiego.

## Życiorys
Studiował historię oraz języki i literaturę romańską. Pracował jako tłumacz. Autor kolumny „Zwiebelfisch” w magazynie „Der Spiegel”, poświęconej krytyce języka.
Wydał serię książek Der Dativ ist dem Genitiv sein Tod, popularyzujących język niemiecki.

## Twórczość

### Książki
- Der Dativ ist dem Genitiv sein Tod. Ein Wegweiser durch den Irrgarten der deutschen Sprache. Kiepenheuer und Witsch, Köln 2004, ISBN 3-462-03448-0. (Hörbuch: ISBN 3-89813-400-8)
- Der Dativ ist dem Genitiv sein Tod. Folge 2. Neues aus dem Irrgarten der deutschen Sprache. Kiepenheuer und Witsch, Köln 2005, ISBN 3-462-03606-8. (Hörbuch: ISBN 3-89813-445-8)
- Der Dativ ist dem Genitiv sein Tod. Folge 3. Noch mehr Neues aus dem Irrgarten der deutschen Sprache. Kiepenheuer und Witsch, Köln 2006, ISBN 3-462-03742-0. (Hörbuch: ISBN 3-89813-566-7)
- Der Dativ ist dem Genitiv sein Tod. Folge 4. Das Allerneueste aus dem Irrgarten der deutschen Sprache. Kiepenheuer und Witsch, Köln 2009, ISBN 978-3-462-04164-4.
- Happy Aua. Ein Bilderbuch aus dem Irrgarten der deutschen Sprache. Kiepenheuer und Witsch, Köln 2007, ISBN 978-3-462-03903-0.
- Happy Aua 2. Ein Bilderbuch aus dem Irrgarten der deutschen Sprache. Kiepenheuer und Witsch, Köln 2008, ISBN 978-3-462-04028-9.
- Hier ist Spaß gratiniert. Ein Bilderbuch aus dem Irrgarten der deutschen Sprache. Kiepenheuer und Witsch, Köln 2010, ISBN 978-3-462-04223-8.
- Wie gut ist Ihr Deutsch? Der große Test. Kiepenheuer und Witsch, Köln 2011, ISBN 978-3-462-04365-5.
- Der Dativ ist dem Genitiv sein Tod. Folge 5. Kiepenheuer und Witsch, Köln 2013, ISBN 978-3-462-04495-9.
- Wir braten Sie gern! Ein Bilderbuch aus dem Irrgarten der deutschen Sprache. Kiepenheuer und Witsch, Köln 2013, ISBN 978-3-462-04574-1.

## Odbiór
Z jednej strony książki i felietony Bastiana Sicka uchodzą za zabawne i pouczające oraz są na tyle szeroko znane, że bywają wykorzystywane podczas lekcji szkolnych. Według prasy jego materialy spotykają się z pozytywnym odbiorem ze względu na to, że autor potrafi w zrozumiały i humorystyczny sposób wyjaśnić gramatykę języka niemieckiego. Z drugiej strony jego działalność popularyzatorska spotkała się z krytyką lingwistów, którzy zarzucają mu przesadną normatywność i nieznajomość faktów językowych. Jego publikacje mają promować preskryptywizm i przyczyniać się do stygmatyzacji różnych form języka niemieckiego. Jego działalność krytykowali m.in. André Meinunger, Anatol Stefanowitsch, Vilmos Ágel, Theodor Ickler, Peter Eisenberg, Rainer Wimmer, Ulrich Püschel, Stephan Elspaß i Péter Maitz.